# おんまはみんな
おんまはみんな（英: The Old Gray Mare）は、アメリカ合衆国の古いフォークソング。原語は「老いた灰色の牝馬」の意。
1862年にアメリカ連合国陸軍（アメリカ南軍）フッドのテキサス旅団の軍楽隊長であったジェイムズ・ベイリー（James Bailey）によって原詩が作詞されたと言われる。作曲者は不明。スティーブン・フォスターが作曲したとする説もある。

## 作曲の経緯
ある野営地で司令官が蹴り飛ばした樽が音を立てて転がったところ、樽の音に驚いて、調理道具を積んだ馬車につながれていた馬は馬車ごと駆け出した。調理道具がガチャガチャとやかましく音を立て、それに驚いたテキサス軍の兵士達は、奇襲が攻めてきたと勘違いし、逃げまどった。ベイリーは、この実話を元にして『The Old Gray Mare Came Tearing Out of the Wilderness（老いた灰色の雌馬が荒地を大急ぎで走って来た）』を制作した。これに軍楽隊が曲を付けて知られるようになった。
別の説では、1843年7月4日にニュージャージー州ホーボーケンのビーコン・コース競馬場で1マイルを2分半未満で走った最初の馬について歌った歌とされる。英語で「mare」は馬齢5歳以上の牝馬を指すが、この馬は10歳であったと伝えられている。

## 日本での普及
日本においては、中山知子作詞による「おんまはみんな」（「おうまはみんな」）の童謡として知られる。中山による日本語歌詞では2番に「こぶたのしっぽ」が歌われるが、英詞に豚は登場しない。
本楽曲（日本語歌詞）は、幼児教育の教材として利用されている。
2012年の保育士試験課題曲に取り上げられた。
2023年、2024年のウマ娘プリティーダービーのCM内で松崎しげるが替え歌「むすめはみんな」で歌っている。

## 録音した歌手
- 森の木児童合唱団